# Georgios Pachymeres

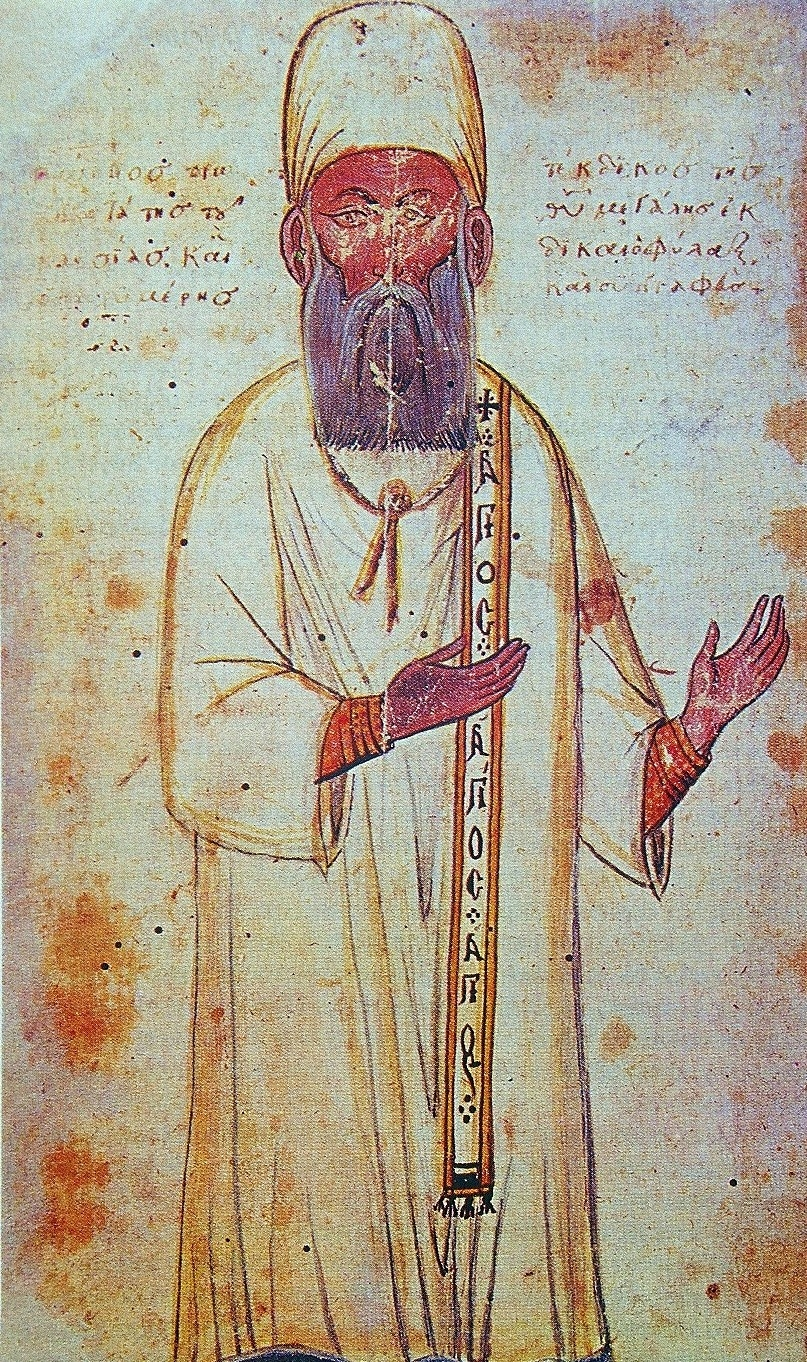
Fiktives Porträt des Pachymeres in einer Handschrift seiner Byzantinischen Geschichte. Bayerische Staatsbibliothek, München, cod. Monac. gr. 442, fol. 6v, 14. Jahrhundert

Georgios Pachymeres (Γεώργιος Παχυμέρης; * 1242 in Nikaia; † 1310 in Konstantinopel) war ein byzantinischer Gelehrter, Dichter und Schriftsteller.
Nach der Eroberung Konstantinopels durch die Kreuzfahrer im Jahr 1204 floh Pachymeres’ Vater nach Bithynien. Dort wuchs Pachymeres auf. Nach der Rückeroberung Konstantinopels durch die Byzantiner 1261 zog Pachymeres mit seiner Familie dorthin. In Konstantinopel besuchte er die Schule des Georgios Akropolites. Danach wurde er Diakon und Lehrer an der Hochschule der Hagia Sophia, der Schule des Patriarchats.
Trotz seines Widerspruchs gegen die Vereinigung der katholischen und orthodoxen Kirche bewahrte er eine gewisse Neutralität in seinen Schriften, die den Disput zwischen Michael VIII. und Andronikos II. behandelten.  Ein ebenfalls bedeutendes Kompendium war eine Zusammenstellung von dreizehn Büchern (Syngraphikai historiai), welche die byzantinische Geschichte behandelten und als Fortsetzung von Georgios Akropolites anzusehen sind. Pachymeres betätigte sich auch in anderen Bereichen der Wissenschaft; so erstellte er eine Sammlung der Schriften des Aristoteles und brachte Handbücher über Astronomie, Mathematik und Musik heraus.

## Textausgaben
- Georges Pachymérès, Relations historiques. Édition, traduction française et notes par Albert Failler (= Corpus Fontium Historiae Byzantinae. Band 24) 5 Bände, Les Belles Lettres / Institut français d’études byzantines, Paris 1984–2000 (Digitalisat).
- La version brève des Relations historiques de Georges Pachymérès. Édition du texte grec et commentaire par Albert Failler (= Archives de l'Orient chrétien. Band 17–19). 3 Bände, Institut français d’études byzantines, Paris 2001–2004.
- Eleni Pappa (Hrsg.): Anonymus (Codex Hieros. S. S. 108), Georgios Pachymeres, Kommentare zu Aristoteles, ›De partibus animalium‹: Redaktionen zu Michael von Ephesos. Kritische Edition und Einleitung (= Commentaria in Aristotelem Graeca et Byzantina. Series academica, Band 4). De Gruyter, Berlin 2022, ISBN 978-3-11-070873-8
- Sophia Xenophontos (Hrsg., Übers., Komm.), Crystal Addey (Übers.): Georgios Pachymeres, Commentary on Aristotle, ›Nicomachean Ethics‹. Critical Edition with Introduction and Translation (= Commentaria in Aristotelem Graeca et Byzantina. Series academica, Band 7). De Gruyter, Berlin 2022, ISBN 978-3-11-064284-1. – Rezension von Vasia Vergouli, Bryn Mawr Classical Review 2023.10.09